# Vivadixiesubmarinetransmissionplot
Vivadixiesubmarinetransmissionplot é o álbum de estreia da banda Sparklehorse, lançado em 1995. Grande parte do disco foi gravado com os músicos da banda Cracker, para quem Mark Linkous trabalhava na época como técnico de guitarra, roadie, e, algumas vezes, colaborador. A maior parte do álbum foi produzido e gravado com David Lowery, da banda Cracker, usando o pseudônimo David Charles.
O título incomum do disco veio de um sonho que Mark teve. Ele o descreveu como sendo "sobre General Lee tendo um bruto submarino, nos tempos da Guerra Civil Americana, e [no sonho] pude ouvir uma banda antiga tocando ao fundo, tudo distorcido pela água".
| Críticas profissionais | Críticas profissionais |
| Avaliações da crítica  | Avaliações da crítica  |
| Fonte                  | Avaliação              |
| ---------------------- | ---------------------- |
| Allmusic               | [ 2 ]                  |

## Cenário
A história de Vivadixiesubmarinetransmissionplot começa no fim dos anos 80, quando Mark Linkous, cantor e guitarrista para uma banda de Los Angeles chamada Dancing Hoods, mudou-se para Richmond, Virginia, na tentativa de sair do vício nas drogas e ter um novo começo. Na época, Mark tinha tudo, porém desistiu da carreira musical: “Eu estava farto da cena musical. Era tão desagradável [Los Angeles]. Aquele era o ponto alto do Glam rock. Bandas como Poison eram tidas como importante.”
Ao chegar em Richmond, o compositor começou a tocar com seu irmão Matt, que morava na cidade, e outros músicos locais, inclusive um tradicional grupo irlandês. Ele se viu atraído pelo puro som de músicas antigas, e foi inspirado o suficiente por sua honestidade, começando um esforço planejado para reinventar suas composições. Como ele disse a Rolling Stone em 1999, "Aquele período foi sobre abandonar um monte de coisas e apenas começar do zero e aprender a escrever de novo - aprender como fazer arte de dor, ou de barro."
A paixão de Mark por fazer música foi também reacendida escutando músicas de Tom Waits; certa vez chamou os discos, Swordfishtrombones, Rain Dogs, e Bone Machine, de Tom, o "mapa da mina" para Vivadixie. E em uma entrevista, em 2006, destacou a música "Jesus’ Blood Never Failed Me Yet", gravada por Tom, composta por Gavin Bryars, como sendo a canção que "como que me salvou quando tinha desistido (de fazer música)".
Em seu local de ensaio em Richmond, - localizado dentro de uma antiga danceteria chamada "The Mosque" - Mark conheceu o ex-vocalista da banda Camper Van Beethoven, David Lowery. Como Mark, David tinha se mudado para Richmond recentemente. David estava formando uma nova banda chamada Cracker, e começando seu estúdio de gravação, Sound of Music, onde seria produzido mais tarde Vivadixie.

## A gravação
As primeiras gravações feitas sobre o nome Sparklehorse, ocorreram quando David saiu em turnê e deixou um gravador de oito canais na casa de Mark.
Vivadixie possuía uma mistura de canções antigas que Mark havia escrito anos antes ("Someday I Will Treat You Good"), e outras que haviam sido escritas apenas algumas horas antes de serem gravadas ("Cow" e "Weird Sisters"). A música "Spirit Ditch" apresenta uma mensagem telefônica da mãe de Mark. Não querendo gravar um solo de guitarra para a canção, Mark, ao invés, descobriu o que queria para a seção do meio da canção, ligando para casa para verificar suas mensagens. A letra de "Spirit Ditch" inlcui o trecho "sorriso de cavalo está carregando pianos para o oceano", que foi inspirado na cena do filme "Um cão andaluz", de Luis Buñuel.
Embora certa vez ele tenha explicado o som peculiar do disco, admitindo "Eu não sabia o que estava fazendo", Mark propositalmente utilizou sons que encontrava durante a gravação - incluindo sons que encontrou na gravação, sons que gravou, e, em determinado caso ("Ballad Of A Cold Lost Marble"), o som que um amplicador com defeito fazia quando uma guitarra era conectada.
Uma máquina de ritmos foi utilizada em algumas músicas, ao invés de um baterista ao vivo. Como piada, Mark adicionou "Al Esis" como um membro da banda na biografia da mesma. ("Alesis" é o nome do fabricante da máquina).

## Faixas
Todas as faixas escritas e compostas por Mark Linous. 
| N.º | Título                          | Duração |  |
| 1.  | "Homecoming Queen"              | 3:36    |  |
| 2.  | "Weird Sisters"                 | 5:00    |  |
| 3.  | "850 Double Pumper Holley"      | 0:36    |  |
| 4.  | "Rainmaker"                     | 3:47    |  |
| 5.  | "Spirit Ditch"                  | 3:24    |  |
| 6.  | "Tears on Fresh Fruit"          | 2:08    |  |
| 7.  | "Saturday"                      | 2:27    |  |
| 8.  | "Cow"                           | 7:05    |  |
| 9.  | "Little Bastard Choo Choo"      | 0:47    |  |
| 10. | "Hammering the Cramps"          | 2:49    |  |
| 11. | "Most Beautiful Widow in Town"  | 3:19    |  |
| 12. | "Heart of Darkness"             | 1:52    |  |
| 13. | "Ballad of a Cold Lost Marble"  | 0:45    |  |
| 14. | "Someday I Will Treat You Good" | 3:42    |  |
| 15. | "Sad & Beautiful World"         | 3:33    |  |
| 16. | "Gasoline Horseys"              | 2:40    |  |

| Faixa bônus (Apenas para LP) |                                                      |         |  |
| N.º                          | Título                                               | Duração |  |
| 16.                          | "Waiting for Nothing" (Música do EP Distorted Ghost) | 2:28    |  |

## Créditos
- Mark Linkous – Vocal, múltiplos instrumentos, engenheiro, editor e produtor
- David Charles - Baixo, bateria, violão, guitarra, teclados, engenheiro, editor e produtor
- Johnny Hott - Bateria e percussão
- Bob Rupe - Baixo e Vocal
- Paul Watson - Violão e distorções de guitarra (Dying Guitar Amp)
- Mike Lucas - Pedal Steel
- Armistead Wellford - Baixo
- David Bush - Bateria
- Dennis Herring - Vibrafone, engenheiro, editor e produtor
- John Moran - Editor
- Howie Weinberg - Pós-produção